# Спомен-соба Драгутина Томашевића
Спомен-соба Драгутина Томашевића се налази у родном месту Бистрици овог нашег маратонца и првог учесника Краљевине Србије на Олимпијским играма 1912. године у Стокхолму.
Захваљујући Радиши Рајковићу из Бистрице, Драгутиновом рођаку, који је о свом трошку уредио спомен-собу, у просторији некадашње млекаре, изложене су његове фотографије, његов кревет, војнички шлем и породични грамофон. Радиша је сам прикупио све његове и ствари његове породице, која је имала кућу поред данашње Томашевића воденице.
До сада су је посетили многобројни гости из Србије, Македоније, Бугарске, Републике Српске. 